# Wilhelm Bendow

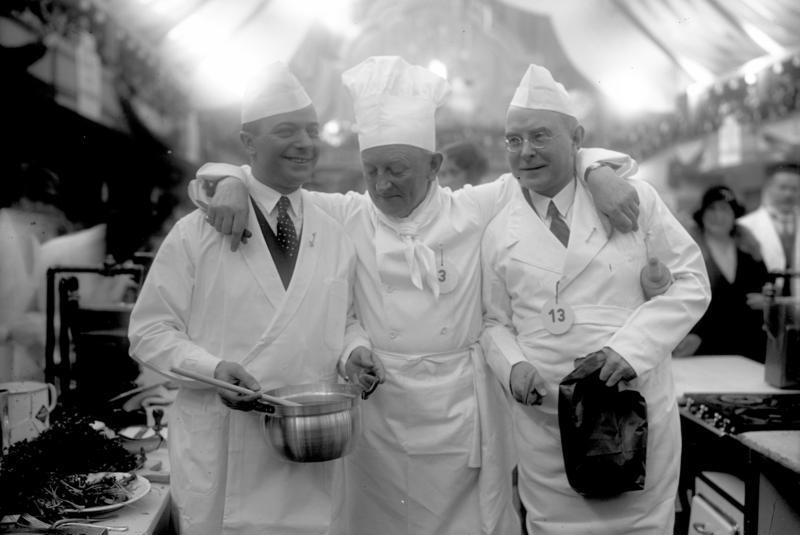
Wilhelm Bendow (dcha.) con Paul Heidemann (izq.) y Otto Gebühr (1931)

Wilhelm Bendow, de nombre real Wilhelm Emil Boden (Einbeck, 29 de septiembre de 1884-Einbeck, 29 de mayo de 1950) fue un actor y cómico de éxito alemán, que en vida era llamado de forma cariñosa por su público Onkel Wilhelm («tío Guillermo») o Mann im Mond («el Hombre en la Luna»).
Wilhelm Bendow es conocido en la actualidad principalmente por el sketch Auf der Rennbahn («En la pista de carreras»), que todavía es imitado por muchos humoristas, con la muy citada línea Wo laufen sie denn? («¿Y por dónde andan?»). Una grabación sonora del sketch fue completada en 1970 con dibujos animados por Loriot y así consiguió popularidad de nuevo.
Actuó, entre otras películas, en Münchhausen. En total, actuó en casi 100 producciones, a menudo también en pequeños papeles secundarios, como en Quax, der Bruchpilot. Bendow actuó en incontables películas y obras de teatro, principalmente en papeles cómicos y consiguió además popularidad a través de monólogos y sketches humorísticos en la radio y en discos de vinilo.
Bendow, que era homosexual, también es conocido por una representación especialmente espectacular de Das lila Lied, el primer himno gay, en la que hizo decorar el escenario completamente en violeta y vistía un esmoquin lila hecho a medida especialmente para a la ocasión. Bendow llevó el humor y las críticas al régimen nazi demasiado lejos y acabó en un campo de trabajo, aunque sobrevivió a la experiencia.
Fue enterrado en el Neustädter Friedhof de su ciudad natal Einbeck.

## Sketches (selección)
- Prosit Neujahr (1926; «Salud, Año Nuevo») - con Paul Morgan
- Silvesterfeier (1930; «Fiesta de Noche Vieja») - con Max Ehrlich
- Faust in der Garderobe (1930; «Fauso en el guardarropa») - con Paul Morgan
- Nur nicht unterkriegen lassen (1932; «El caso es no dejarse hundir») - con Paul Morgan
- Auf der Rennbahn (1936; «En la pista de carreras») - con Franz-Otto Krüger
- Mies und Munter im Theater (1936; «Triste y alegre en el teatro») - con Bruno Fritz
- Mies und Munter im Schlafwagen (1936; «Triste y alegre en el coche-cama») - con Bruno Fritz
- In der Oper (19??; «En la ópera») - con Paul Morgan